# Mongeta fesol de Sant Jaume
La varietat mongeta fesol de Sant Jaume de nom científic Phaseolus vulgaris L. és una mongetera de mata baixa originària de Tiurana que produeix un fesol blanc de mida petita. La mongetera del ramet i la mongetera del fesolet de Gerb són varietats molt semblants a la mongeta fesol de Sant Jaume. Està inclosa en el Catàleg de les varietats locals d'interès agrari de Catalunya amb el número d'inscripció CAT012CVL

## Característiques agronòmiques
És una mongeta de maduració homogènia.